# Zgornje Vetrno
Zgornje Vetrno – wieś w Słowenii, w gminie Tržič. W 2018 roku liczyła 69 mieszkańców.